# Osmar Ferreyra
Osmar Daniel Ferreyra (Basavilbaso, Entre Ríos, Argentina; 9 de enero de 1983) es un exfutbolista argentino que jugaba como volante.

## Trayectoria

### Comienzos
En el año 1993 fue cedido por el Club Ramsar Juniors donde compartió cancha junto al máximo ídolo de la institución Ramiro el "tanque" Besel , al Club Itapé de la ciudad de Concepción del Uruguay hasta enero de 1994. Osmar Ferreyra siguió sus pasos futbolísticos en el Club Gimnasia y Esgrima de Concepción del Uruguay, entre los meses de marzo y diciembre del mismo año.
El 28 de diciembre de 1994, Gimnasia y Esgrima organizó un torneo Internacional para la categoría 1983, en el cual participaron instituciones de renombre como River Plate y equipos de Brasil. Osmar participó en este torneo siendo parte del equipo anfitrión, y fue entonces cuando dirigentes de River Plate, observando su rendimiento, pusieron especial atención en él. Con 12 años pasó a formar parte de la Institución Millonaria, trasladándose a Buenos Aires e instalándose en la pensión del club.
En 2003 hizo su debut en River Plate, donde disputó 11 partidos marcando dos goles, uno de ellos a Vélez Sarsfield. Fue campeón del  Torneo Clausura 2003.

### Paso por Europa
En 2004 fue vendido a CSKA Moscú. Allí salió campeón de la Copa UEFA 2004-05 y también de la Liga Premier 2005. Disputando 15 partidos y convirtiendo dos goles.
En 2005  PSV Eindhoven y CSKA Moscú llegaron a un acuerdo por Ferreyra, llegando junto a Mika Väyrynen, Timmy Simons y Csaba Fehér. Pero en PSV Eindhoven solo pudo disputar pocos partidos.

### San Lorenzo
En enero de 2007 volvió a Argentina para jugar en San Lorenzo de Almagro. En el Torneo Clausura 2007 consiguió ser uno de los pilares del equipo, que finalmente fue campeón.

### FC Dnipro Dnipropetrovsk
Hacia comienzos del año 2008 fue transferido al FC Dnipro Dnipropetrovsk de Ucrania. A fines de 2008 el Club América de México dirigido por Ramón Díaz mostró interés en él, pero finalmente continuó con su carrera en Ucrania.

### Independiente
En 2011 se desvinculó del FC Dnipro Dnipropetrovsk y firmó contrato por 3 años con Independiente de la Primera División de Argentina.
Marcó su primer gol en Independiente, en la octava fecha del Torneo Apertura 2011, frente a Atlético de Rafaela, en la victoria de su equipo 3-1.
En el Torneo Clausura 2012 comenzó a incrementar su rendimiento, siendo fundamental en algunos partidos para  Independiente. Pero terminaría su paso por el rojo, siendo suplente y con el descenso del equipo al Nacional B. Se fue de el rojo por una deuda que el club tenía con él.

### River Plate
El 9 de julio de 2013 se confirmó su regreso a River Plate. Haría su debut en River Plate en la primera fecha del Torneo Inicial 2013 en la derrota de su equipo por 1-0 frente a Gimnasia y Esgrima La Plata. Marcó su primer gol desde su vuelta al club frente a Liga de Loja en la ida de los octavos de final de la Copa Sudamericana en lo que sería derrota de su equipo 1-2.
Se coronó campeón del Torneo Final 2014 con River Plate, lo que significó el trigesimoquinto título del club a nivel local.
Pese a no haber sumado minutos en el campo de juego, fue parte del equipo que ganó la Copa Sudamericana 2014ya bajo el mando de Marcelo Gallardo. Dichas conquistas fueron los primeros títulos internacionales del millonario en casi dos décadas.

### Atlético de Rafaela
Por falta de continuidad en el equipo de Marcelo Gallardo, Ferreyra rescindió su contrato con River el 24 de marzo de 2015 y fue contratado por Atlético de Rafaela.
En junio de 2015 embargó a Independiente por una vieja deuda cercana a los 2 millones que nunca fue saldada.

### Panetolikos
En enero de 2016 pasó al club griego luego de su paso por Atlético de Rafaela siendo uno de los mejores jugadores del plantel.

### Boca Unidos
En febrero de 2017 regresó al país para jugar en el club de Corrientes, Boca Unidos, que milita en la segunda división del fútbol argentino.

## Selección nacional
El 10 de noviembre de 2001, en el partido homenaje a Diego Maradona fue convocado por el director técnico Marcelo Bielsa y participó con el seleccionado nacional.
Disputó la Copa Mundial Sub-20 de 2003, consiguiendo el cuarto puesto con la Selección Argentina.

### Participaciones con la selección Sub-20
| Torneo                      | Sede | Resultado    |
| --------------------------- | ---- | ------------ |
| Copa Mundial Sub-20 de 2003 | EAU  | Cuarto lugar |

## Estadísticas

### Clubes
- Actualizado el 30 de abril de 2018.

| Club | Div.                | Temporada           | Liga  | Liga  | Liga   | Copas Nacionales(1) | Copas Nacionales(1) | Copas Nacionales(1) | Torneos Internacionales(2) | Torneos Internacionales(2) | Torneos Internacionales(2) | Total | Total | Total  |
| Club | Div.                | Temporada           | Part. | Goles | Asist. | Part.               | Goles               | Asist.              | Part.                      | Goles                      | Asist.                     | Part. | Goles | Asist. |
| --- | ------------------- | ------------------- | ----- | ----- | ------ | ------------------- | ------------------- | ------------------- | -------------------------- | -------------------------- | -------------------------- | ----- | ----- | ------ |
| River Plate Argentina |                     |                     |       |       |        |                     |                     |                     |                            |                            |                            |       |       |        |
| 1.ª | 2003                | 11                  | 2     | 0     | -      | -                   | -                   | 5                   | 0                          | 0                          | 16                         | 2     | 0     |        |
| Total | Total               | 11                  | 2     | 0     | -      | -                   | -                   | 5                   | 0                          | 0                          | 16                         | 2     | 0     |        |
| CSKA Moscú · Rusia | 1.ª                 | 2004/05             | 15    | 2     | 0      | 0                   | 0                   | 0                   | 1                          | 0                          | 0                          | 16    | 2     | 0      |
| CSKA Moscú · Rusia | Total               | Total               | 15    | 2     | 0      | 0                   | 0                   | 0                   | 1                          | 0                          | 0                          | 16    | 2     | 0      |
| PSV Eindhoven · Países Bajos | 1.ª                 | 2005                | 1     | 0     | 0      | 0                   | 0                   | 0                   | 1                          | 0                          | 0                          | 2     | 0     | 0      |
| PSV Eindhoven · Países Bajos | Total               | Total               | 1     | 0     | 0      | 0                   | 0                   | 0                   | 1                          | 0                          | 0                          | 2     | 0     | 0      |
| San Lorenzo Argentina | 1.ª                 | 2006                | 14    | 2     | 0      | -                   | -                   | -                   | 0                          | 0                          | 0                          | 14    | 2     | 0      |
| San Lorenzo Argentina | 1.ª                 | 2006/07             | 30    | 5     | 0      | -                   | -                   | -                   | 3                          | 0                          | 0                          | 33    | 5     | 0      |
| San Lorenzo Argentina | 1.ª                 | 2007                | 17    | 2     | 6      | -                   | -                   | -                   | 2                          | 0                          | 0                          | 19    | 2     | 6      |
| San Lorenzo Argentina | Total               | Total               | 61    | 9     | 6      | -                   | -                   | -                   | 5                          | 0                          | 0                          | 66    | 9     | 6      |
| FC Dnipro Dnipropetrovsk · Ucrania | 1.ª                 | 2008                | 7     | 0     | 0      | 0                   | 0                   | 0                   | 0                          | 0                          | 0                          | 7     | 0     | 0      |
| FC Dnipro Dnipropetrovsk · Ucrania | 1.ª                 | 2008/09             | 14    | 0     | 4      | 1                   | 1                   | 1                   | 0                          | 0                          | 0                          | 15    | 1     | 5      |
| FC Dnipro Dnipropetrovsk · Ucrania | 1.ª                 | 2009/10             | 24    | 4     | 7      | 0                   | 0                   | 0                   | 0                          | 0                          | 0                          | 31    | 4     | 7      |
| FC Dnipro Dnipropetrovsk · Ucrania | 1.ª                 | 2010/11             | 17    | 1     | 4      | 4                   | 2                   | 1                   | 3                          | 0                          | 1                          | 24    | 3     | 6      |
| FC Dnipro Dnipropetrovsk · Ucrania | Total               | Total               | 62    | 5     | 15     | 5                   | 3                   | 2                   | 3                          | 0                          | 1                          | 77    | 8     | 18     |
| Independiente Argentina |                     |                     |       |       |        |                     |                     |                     |                            |                            |                            |       |       |        |
| 1.ª | 2011/12             | 33                  | 3     | 3     | 1      | 1                   | 0                   | 4                   | 0                          | 1                          | 38                         | 4     | 4     |        |
| 1.ª | 2012/13             | 32                  | 3     | 0     | 1      | 0                   | 0                   | 8                   | 0                          | 1                          | 37                         | 3     | 1     |        |
| Total | Total               | 65                  | 6     | 3     | 2      | 1                   | 0                   | 8                   | 0                          | 2                          | 75                         | 7     | 5     |        |
| River Plate Argentina |                     |                     |       |       |        |                     |                     |                     |                            |                            |                            |       |       |        |
| 1.ª | 2013/14             | 25                  | 0     | 0     | 0      | 0                   | 0                   | 5                   | 1                          | 0                          | 30                         | 1     | 0     |        |
| 1.ª | 2014                | 5                   | 0     | 0     | 3      | 0                   | 0                   | 0                   | 0                          | 0                          | 8                          | 0     | 0     |        |
| 1.ª | 2015                | 0                   | 0     | 0     | 0      | 0                   | 0                   | 0                   | 0                          | 0                          | 0                          | 0     | 0     |        |
| Total | Total               | 30                  | 0     | 0     | 3      | 0                   | 0                   | 5                   | 1                          | 0                          | 38                         | 1     | 0     |        |
| Atlético de Rafaela Argentina |                     |                     |       |       |        |                     |                     |                     |                            |                            |                            |       |       |        |
| 1.ª | 2015                | 23                  | 4     | 0     | 3      | 1                   | 0                   | -                   | -                          | -                          | 26                         | 5     | 0     |        |
| Total | Total               | 23                  | 4     | 0     | 3      | 1                   | 0                   | -                   | -                          | -                          | 26                         | 5     | 0     |        |
| Panetolikos FC · Grecia |                     |                     |       |       |        |                     |                     |                     |                            |                            |                            |       |       |        |
| 1.ª | 2016                | 9                   | 0     | 0     | 0      | 0                   | 0                   | -                   | -                          | -                          | 9                          | 0     | 0     |        |
| 1.ª | 2016-17             | 11                  | 1     | 0     | 0      | 0                   | 0                   | -                   | -                          | -                          | 11                         | 1     | 0     |        |
| Total | Total               | 20                  | 1     | 0     | 0      | 0                   | 0                   | -                   | -                          | -                          | 20                         | 1     | 0     |        |
| Boca Unidos Argentina |                     |                     |       |       |        |                     |                     |                     |                            |                            |                            |       |       |        |
| 2.ª | 2017                | 17                  | 6     | 0     | -      | -                   | -                   | -                   | -                          | -                          | 17                         | 6     | 0     |        |
| 2.ª | 2017-18             | 22                  | 2     | 0     | -      | -                   | -                   | -                   | -                          | -                          | 22                         | 2     | 0     |        |
| Total | Total               | 39                  | 8     | 0     | -      | -                   | -                   | -                   | -                          | -                          | 39                         | 8     | 0     |        |
| Total en su carrera | Total en su carrera | Total en su carrera | 327   | 37    | 24     | 11                  | 4                   | 2                   | 28                         | 1                          | 3                          | 373   | 42    | 29     |
| (1) Las copas nacionales se refiere a la Copa Argentina y Copa de Ucrania. (2) Las copas internacionales se refiere a la Copa Sudamericana, Copa Libertadores, Europa League y Recopa Sudamericana. |                     |                     |       |       |        |                     |                     |                     |                            |                            |                            |       |       |        |

## Palmarés

### Campeonatos nacionales
| Título                        | Club        | País      | Año     |
| ----------------------------- | ----------- | --------- | ------- |
| Primera División de Argentina | River Plate | Argentina | C-2003  |
| Supercopa de Rusia            | CSKA Moscú  | Rusia     | 2004    |
| Copa de Rusia                 | CSKA Moscú  | Rusia     | 2004/05 |
| Primera División de Argentina | San Lorenzo | Argentina | C-2007  |
| Primera División de Argentina | River Plate | Argentina | F-2014  |
| Copa Campeonato               | River Plate | Argentina | 2014    |

### Campeonatos internacionales
| Título              | Club        | Sede         | Año     |
| ------------------- | ----------- | ------------ | ------- |
| Copa de la UEFA     | CSKA Moscú  | Lisboa       | 2004/05 |
| Copa Sudamericana   | River Plate | Buenos Aires | 2014    |
| Recopa Sudamericana | River Plate | Buenos Aires | 2015    |
| Copa Libertadores   | River Plate | Buenos Aires | 2015    |

| Título                          | Selección        | Sede          | Año  |
| ------------------------------- | ---------------- | ------------- | ---- |
| Juegos Panamericanos            | Argentina sub-20 | Santo Domingo | 2003 |
| Preolímpico Sudamericano Sub-23 | Argentina sub-23 | Chile         | 2004 |

## Filmografía
| Televisión | Televisión            | Televisión | Televisión | Televisión |
| Año        | Título                | Personaje  | Canal      | Notas      |
| ---------- | --------------------- | ---------- | ---------- | ---------- |
| 2014       | Mis amigos de siempre | El mismo   | El Trece   | Cameo      |